# 王清远 (清朝)
王清远（?—?），字宇曙，号翠岩，一号蝶园，四川定远（今武胜）人，乾隆十三年（1748年）戊辰科进士，官湖南临湘、城步、以及长乐知县，升贵州正安州知州。因同官被连累而贬官，抵家后闭户著书，后聘为东川书院讲席。著有《修竹堂集》。